# Andrei Rubliov
Andrei Rubliov (în limba rusă: Aндрей Рублёв) sau Sfântul Andrei Iconograful (n. anii 1360, Cnezatul Moscovei – d. 29 ianuarie 1430, Mănăstirea Andronikov⁠(d), Cnezatul Moscovei) a fost un călugăr și pictor de icoane rus, din secolul al XV-lea. Recent, Biserica Ortodoxă Rusă l-a canonizat, iar sărbătoarea sa a fost fixată pe 29 ianuarie și pe 4 iulie.

## Viața și opera

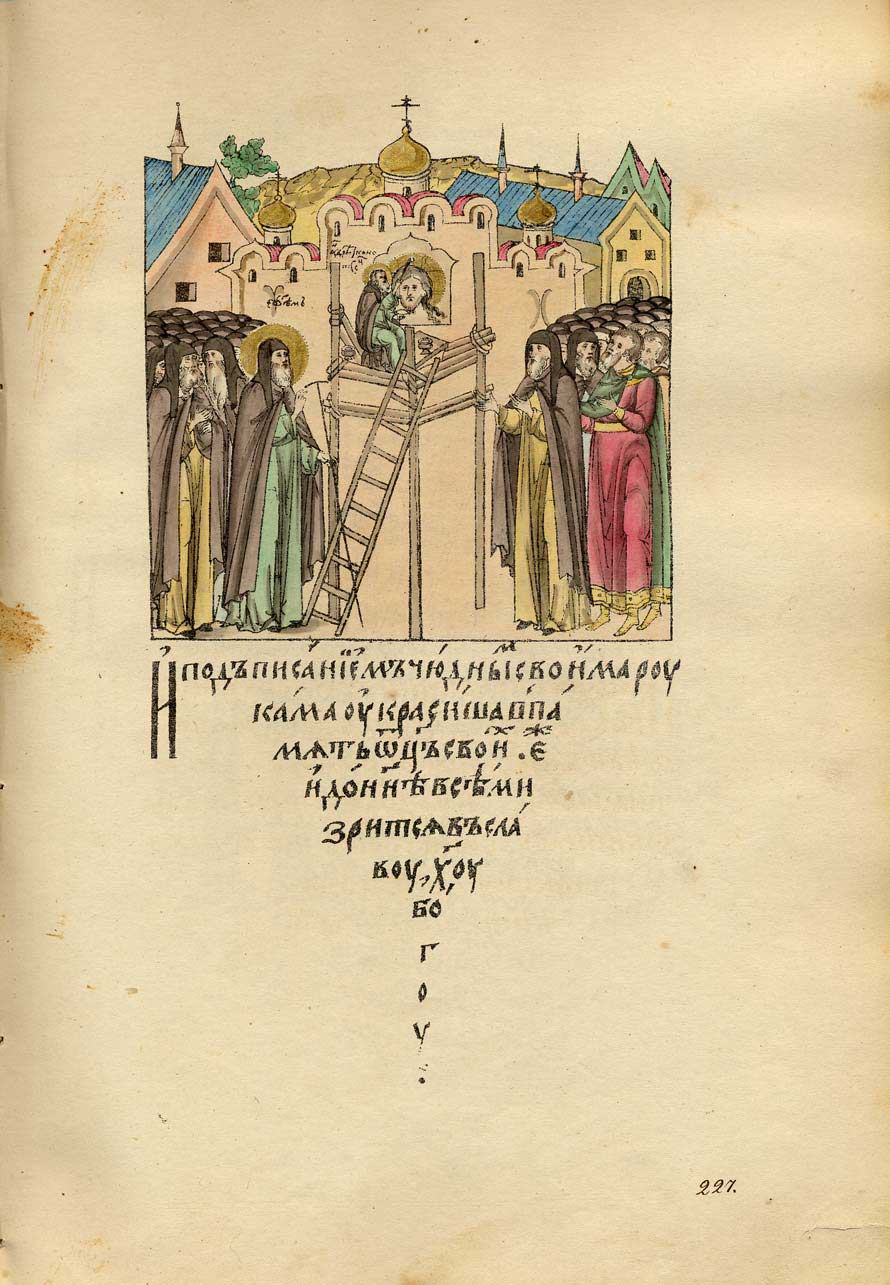
Andrei Rubliov într-o miniatură de la începutul secolului al XVI-lea

Andrei Rubliov s-a născut spre anii 1360 – 1370. A fost asistent al pictorului, de origine greacă, Theophan Grecul, iar opera sa duce mai departe tradiția icoanelor bizantine, dar introduce aici mai multă suplețe și gingășie.

### Opera

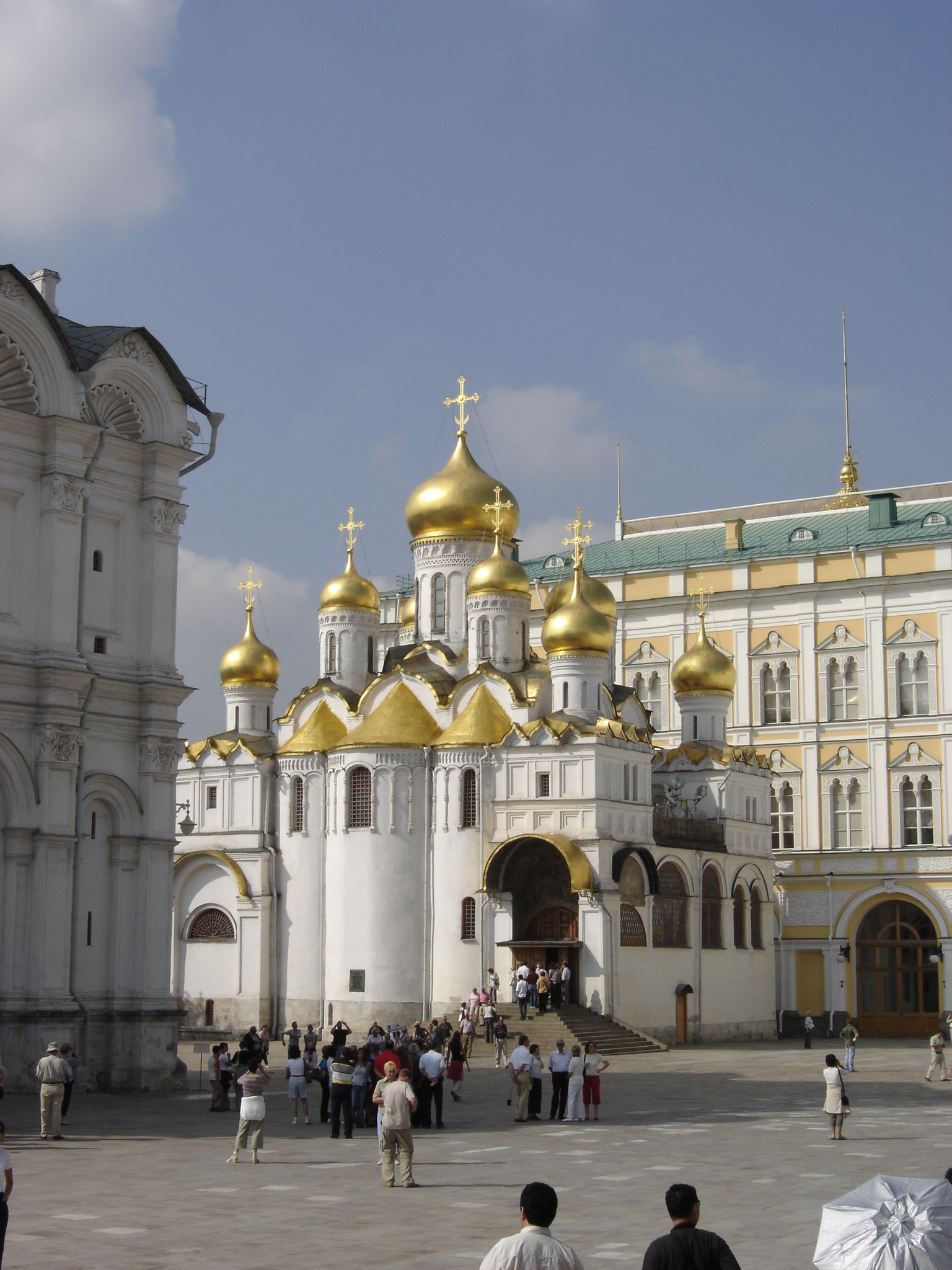
Catedrala Buneivestiri din Kremlin, Moscova

Andrei Rubliov a fost cel mai mare pictor rus de icoane și de fresce din Evul Mediu. Împreună cu Theophan Grecul este autorul iconostasului Bunavestire de la Moscova, al unui Sf. Ioan Botezătorul, al unui Sf. Pavel, al unui Sf. Petru, precum și a unei Bunevestiri de la Vladimir.
Dar icoana sa cea mai cunoscută, care se pare că atinge perfecțiunea, larg difuzată prin copii în zilele noastre, este Icoana Sfintei Treimi, realizată în anul 1410. Reluând o temă clasică a iconografiei bizantine, ospitalitatea lui Avraam, Andrei Rubliov a fost primul iconar care a făcut să dispară din cadrul icoanei personajele Avraam și Sarra, concentrând atenția privitorului spre cei trei îngeri așezați lângă stejarul Mamvri, ilustrare a armoniei trinitare.
Icoana a fost destinată lavrei Sfintei Treimi – Sfântul Serghei de la Serghiev Posad, denumit în timpul regimului sovietic Zagorsk, în onoarea unui comisar al poporului din perioada revoluției bolșevice. În prezent, localitatea și-a reluat vechea denumire: Serghiev Posad.
Viața lui Rubliov nu o putem urmări decât prin operele sale. Chiar data morții sale implică un semn de întrebare, 1430(?). Andrei Rubliov, canonizat recent de Biserica Ortodoxă Rusă, n-a fost decât un instrument al lui Dumnezeu, mâna Duhului Sfânt, așa cum sunt toți marii pictori de icoane.

## Sfârșitul vieții
Andrei Rubliov a murit la data de 29 ianuarie 1427 sau 1430, în Mănăstirea Andronikov, de la Moscova.

## Andrei Rubliov, în film și în teatru

### Film
Viața lui Andrei Rubliov l-a inspirat pe cineastul rus Andrei Tarkovski, care i-a consacrat un film realizat în 1966 și care a ieșit pe ecrane în anul 1969: Andrei Rubliov.

### Teatru
- Maura Del Serra[11], Andrei Rubliov, dramă în șase scene, cu o notă de Ugo Ronfani, Firenze, Le Lettere, 2000, 84 pagini. A obținut Premiul „Scheda teatrale” di San Miniato; piesa a fost nominalizată pentru Premiul „Riccione” și Premiul „Bolzano”.

## Cinstirea memoriei lui Andrei Rubliov
- Din anul 1985, muzeul organizat în Mănăstirea Andronikov, îi poartă numele.
- O statuie a marelui pictor a fost ridicată în fața intrării în muzeu, autorul statuii fiind sculptorul Oleg Komov.
- Un crater, de pe planeta Mercur, îi poartă numele.

## Galerie de imagini

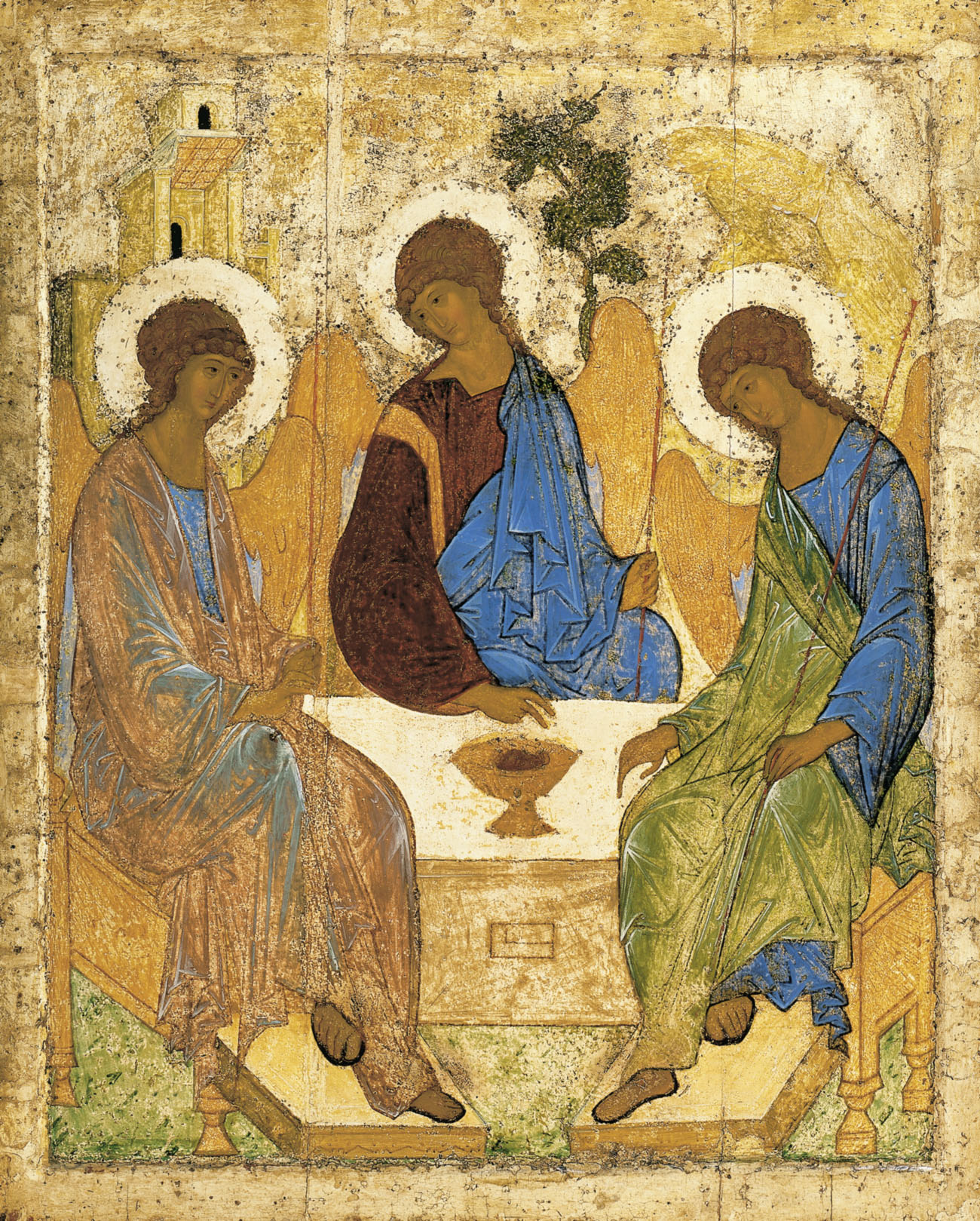
Icoana Sfintei Treimi de Andrei Rubliov, 1410
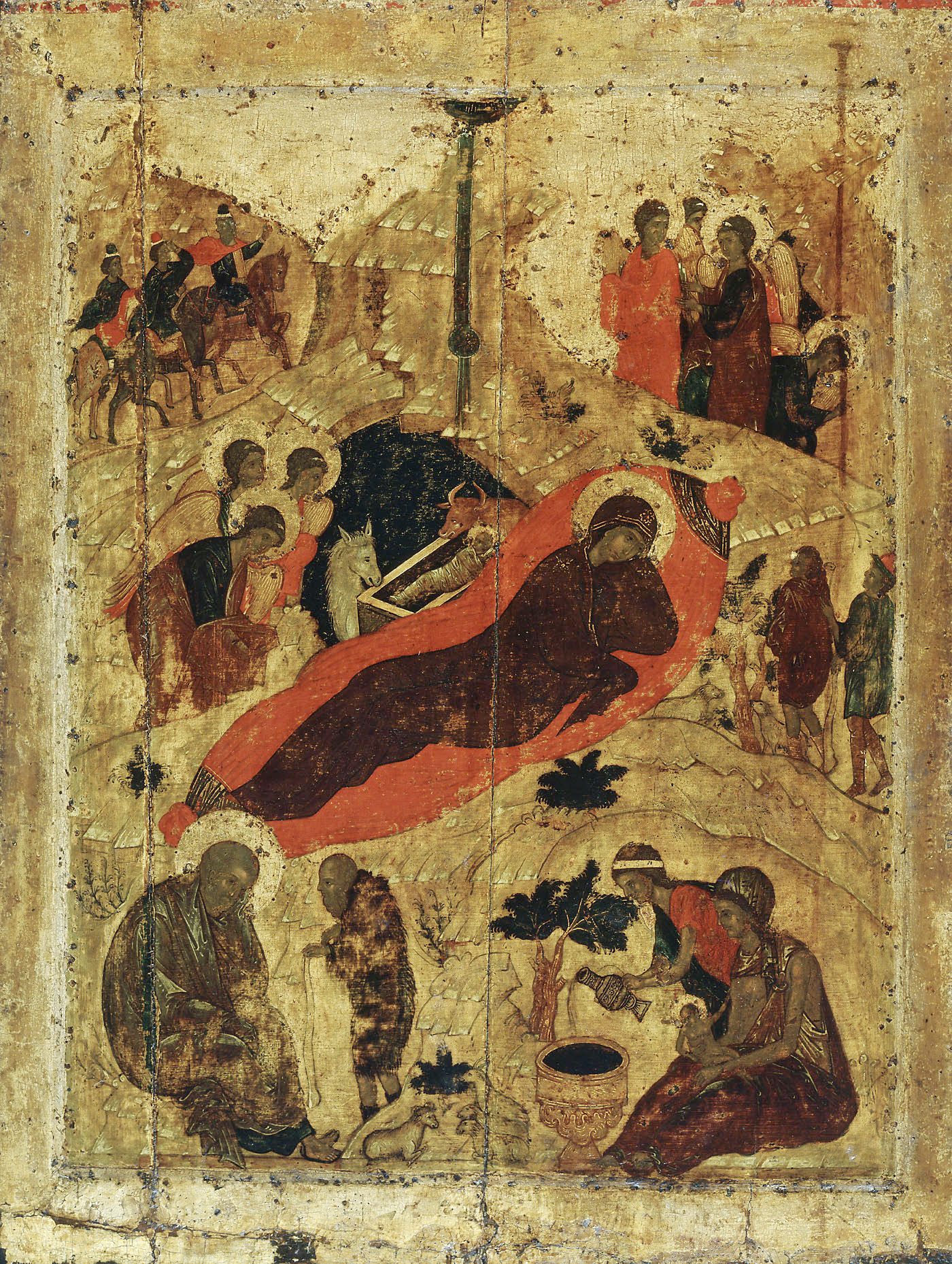
Nașterea lui Isus, 1405 (Catedrala Buneivestiri, Moscova Kremlin)
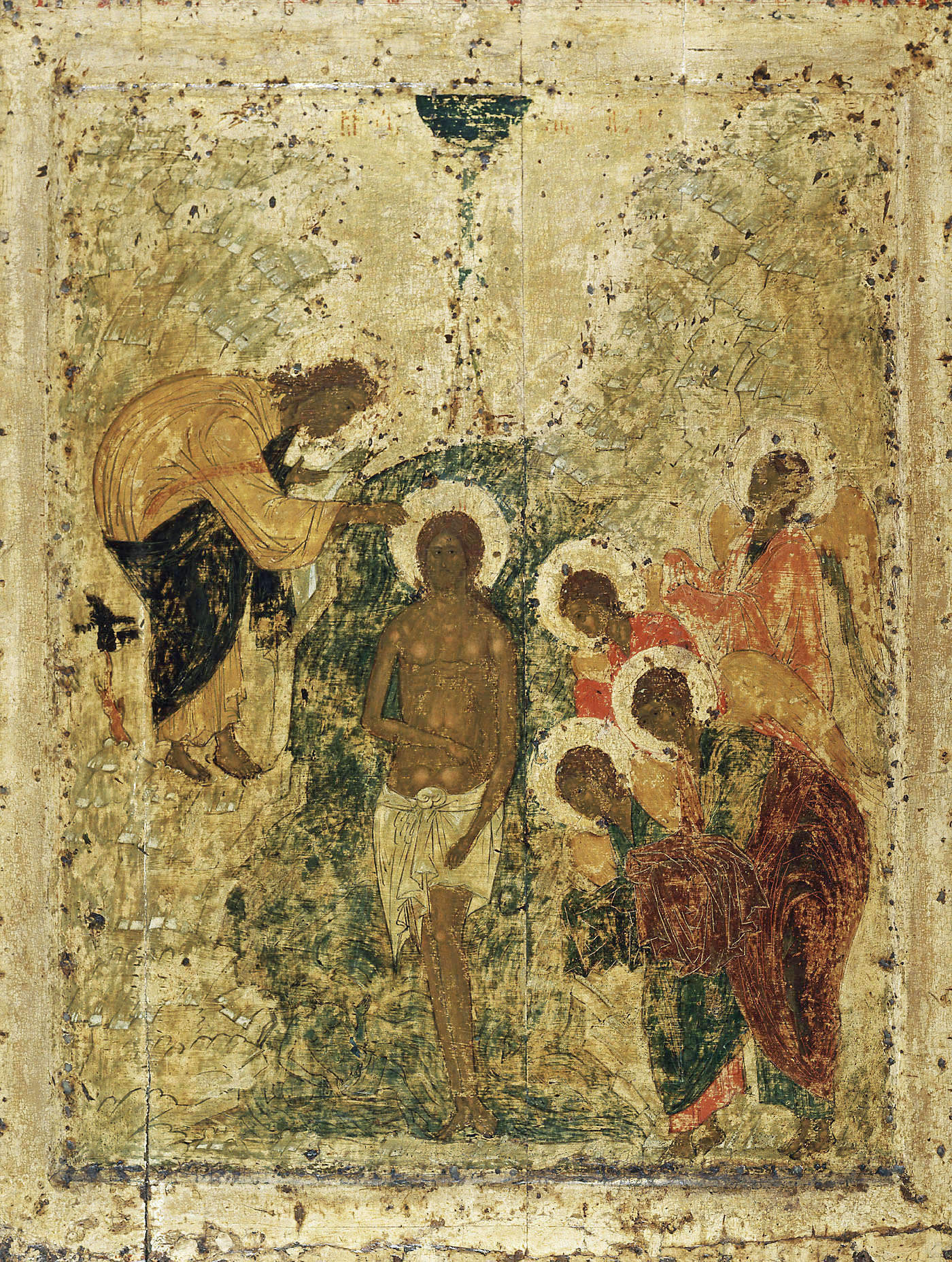
Botezul Domnului, 1405 (Catedrala Buneivestiri, Moscova)
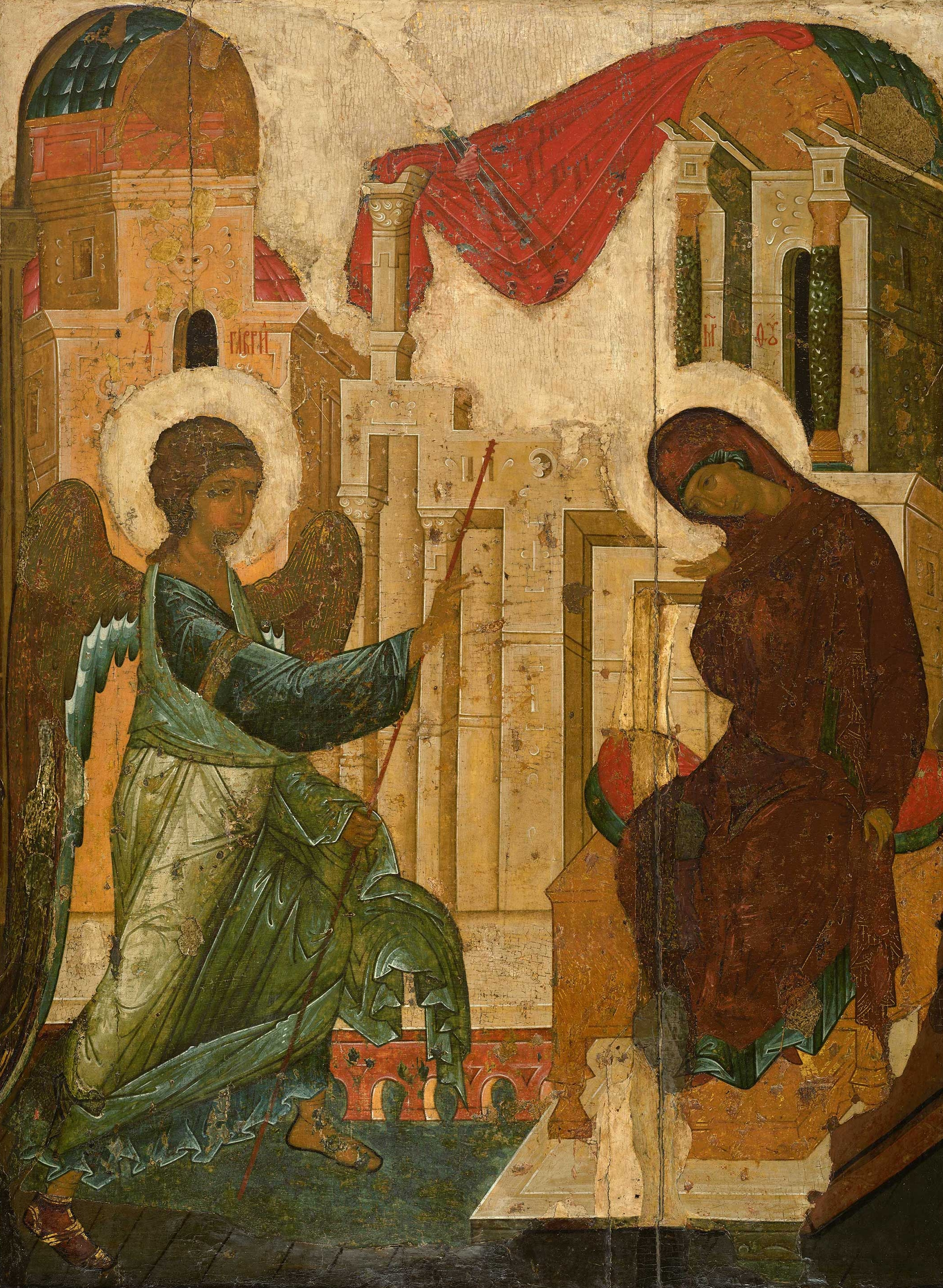
Bunavestire, 1405 (Catedrala Buneivestiri, Moscova)
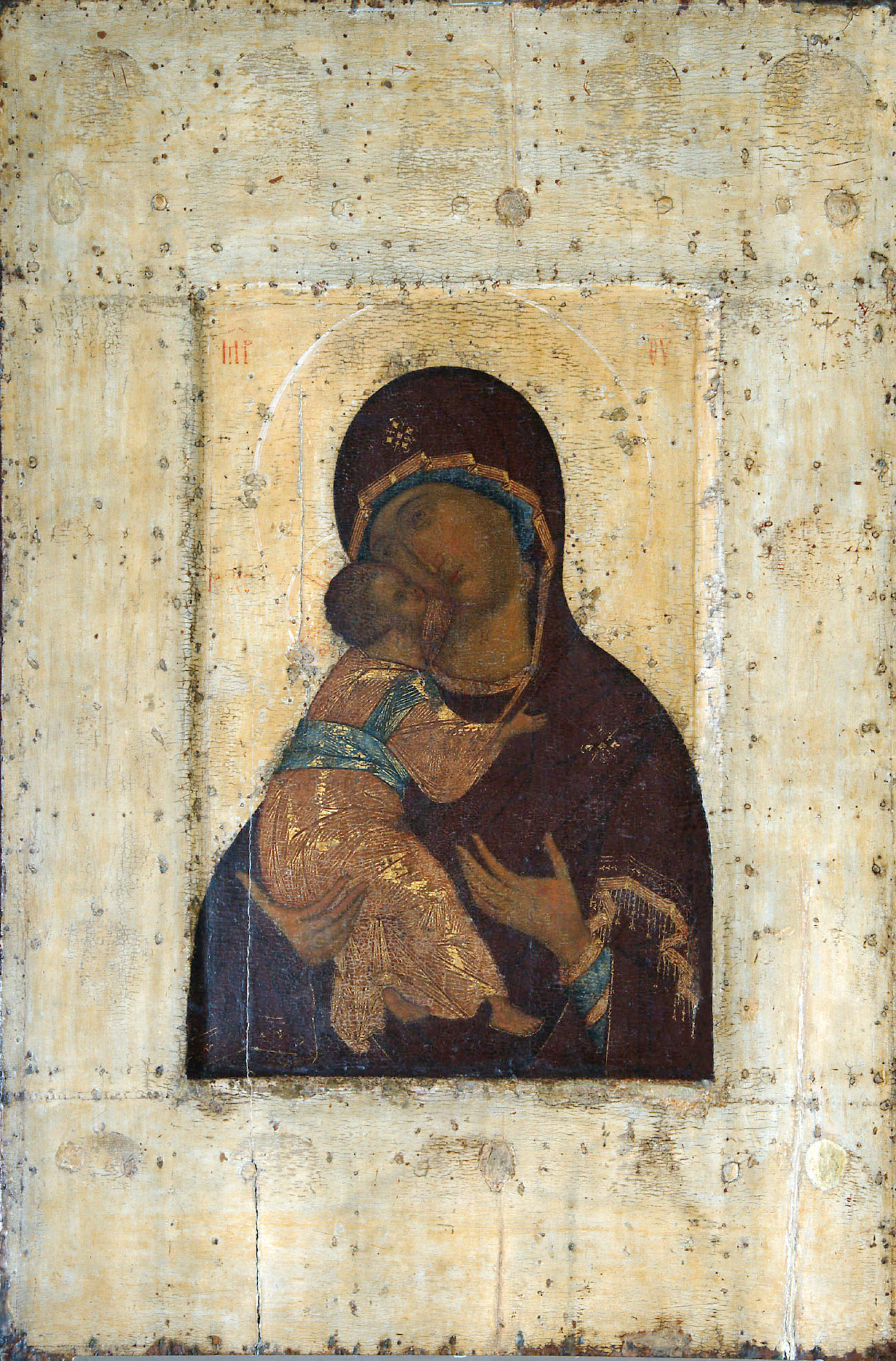
Theotokos din Vladimir, ca. 1405
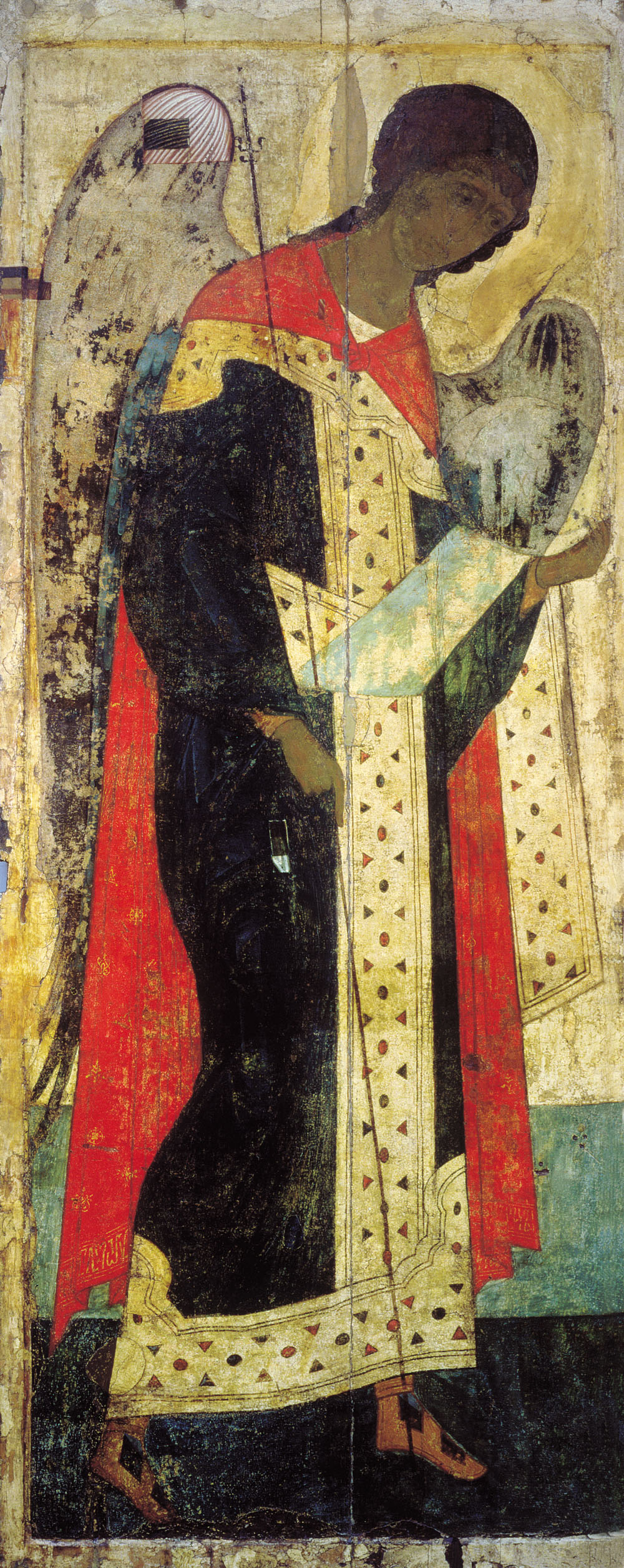
Sf. Arhanghel Mihail, 1408 (Iconostas la Catedrala Adormirea Maicii Domnului din Vladimir, Vladimir)
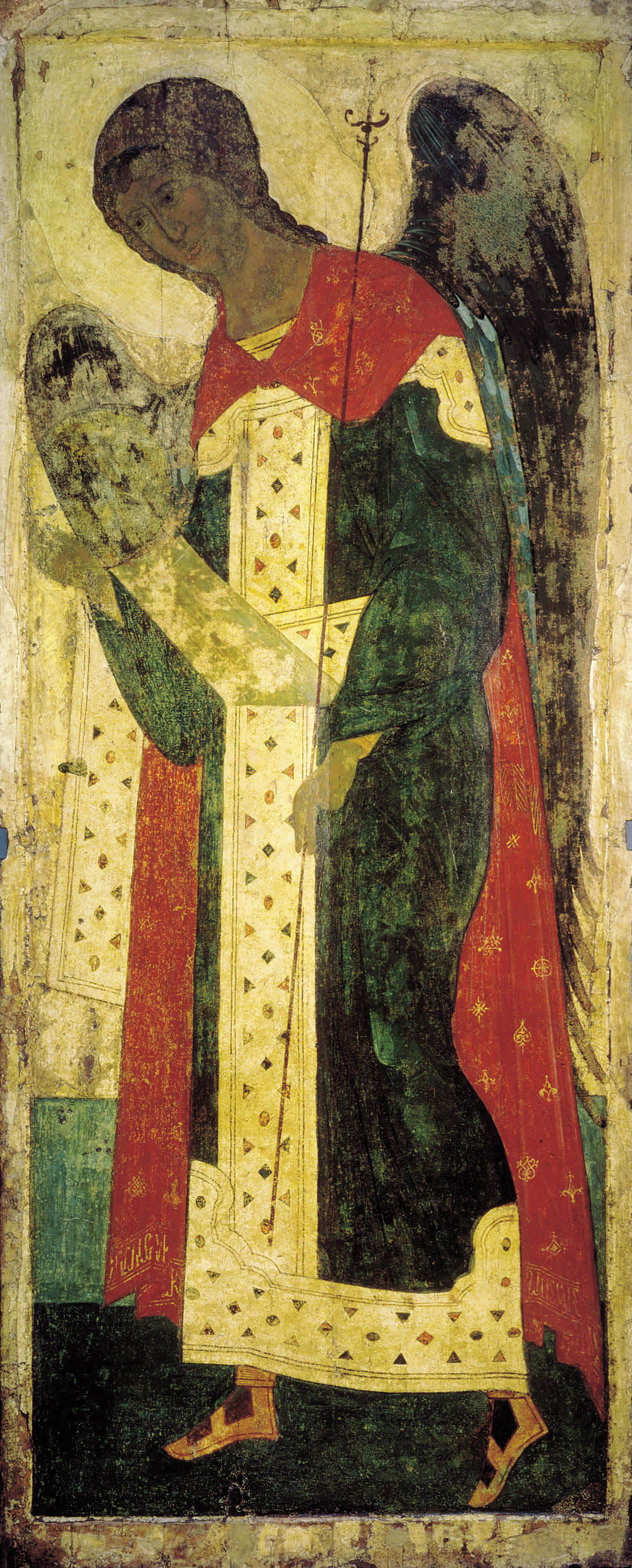
Sf. Arhanghel Gavril, 1408 (Catedrala Adormirii Maicii Domnului, Vladimir)
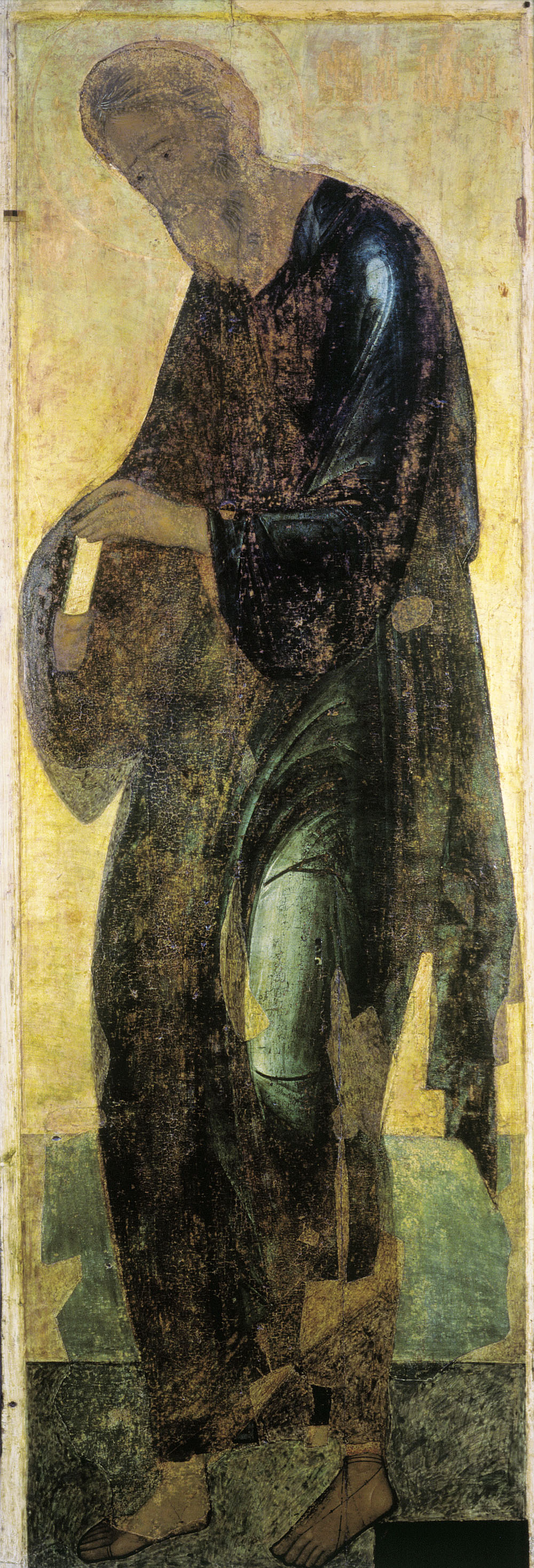
Sfântul Andrei, primul chemat, 1408 (Catedrala Adormirea Maicii Domnului, Vladimir)
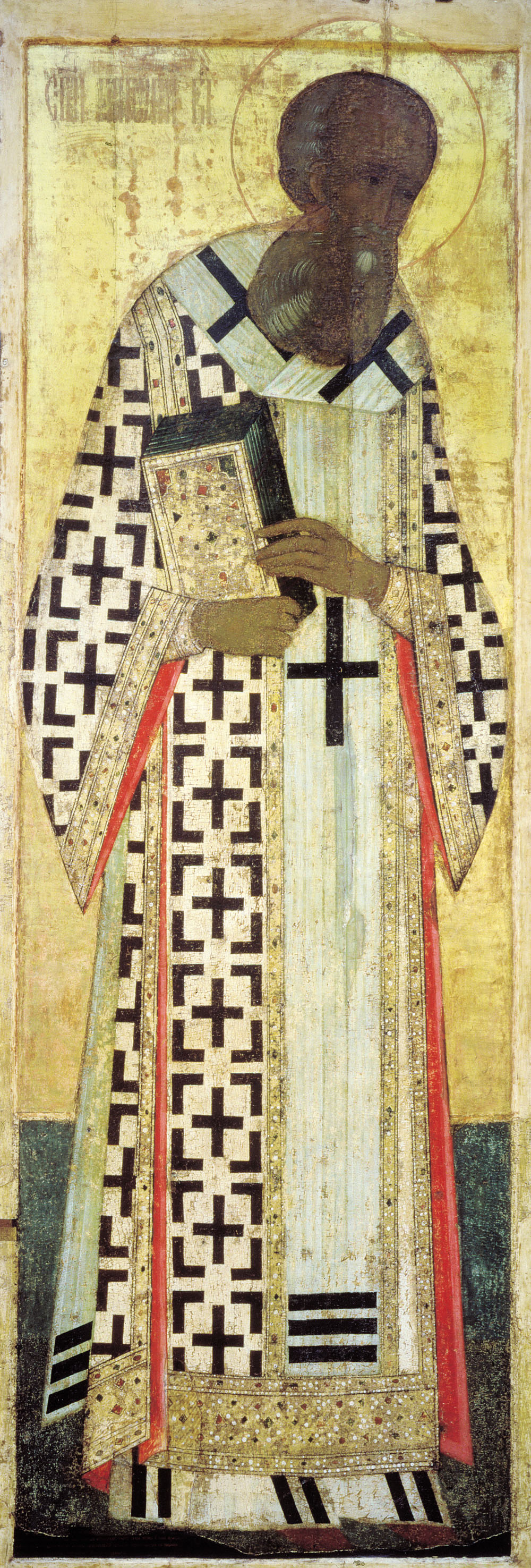
Sf. Grigore de Nazianz (Sfântul Grigore  Teologul), 1408 (Catedrala Adormirea Maicii Domnului, Vladimir)
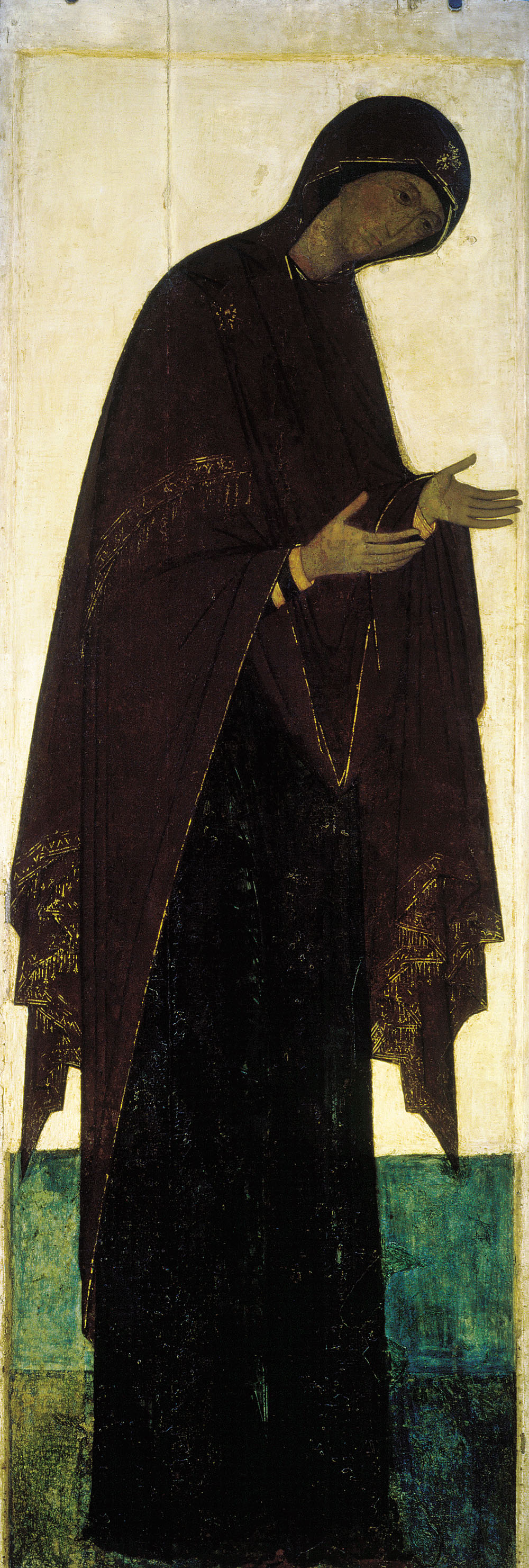
Theotokos din Deësis, 1408 (Catedrala Adormirea Maicii Domnului din Vladimir) O parte din lucrare o datorăm lui Theophan Grecul
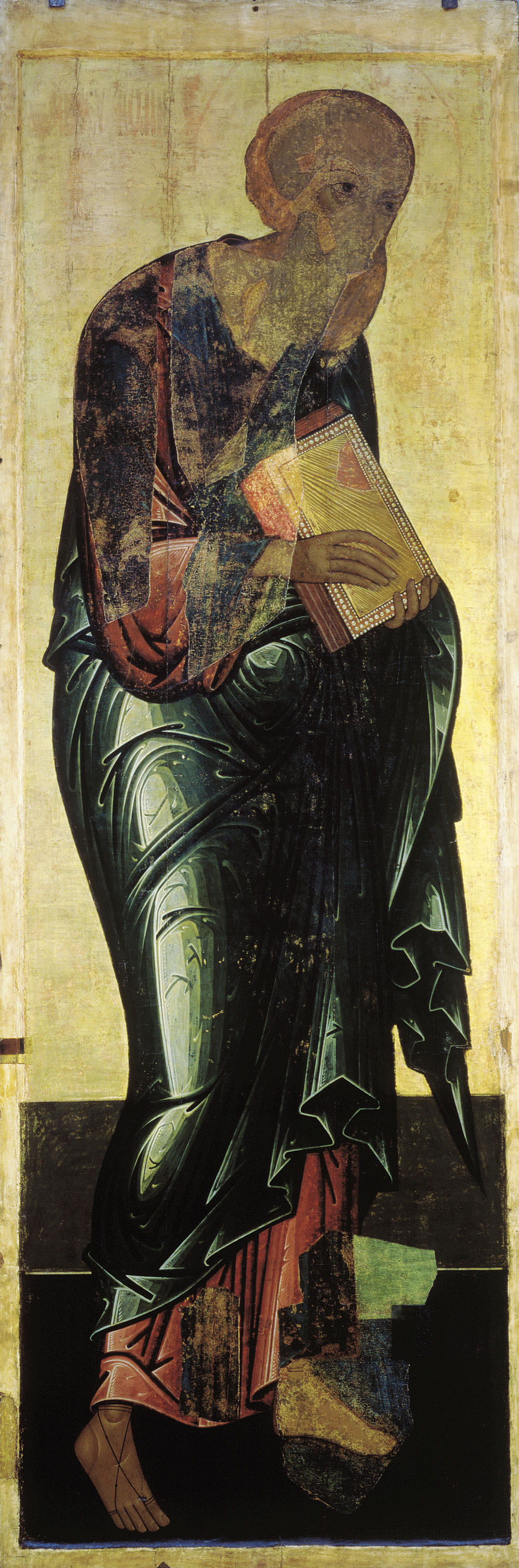
(Sf. Ioan Teologul), 1408 (Catedrala Adormirea Maicii Domnului, Vladimir)
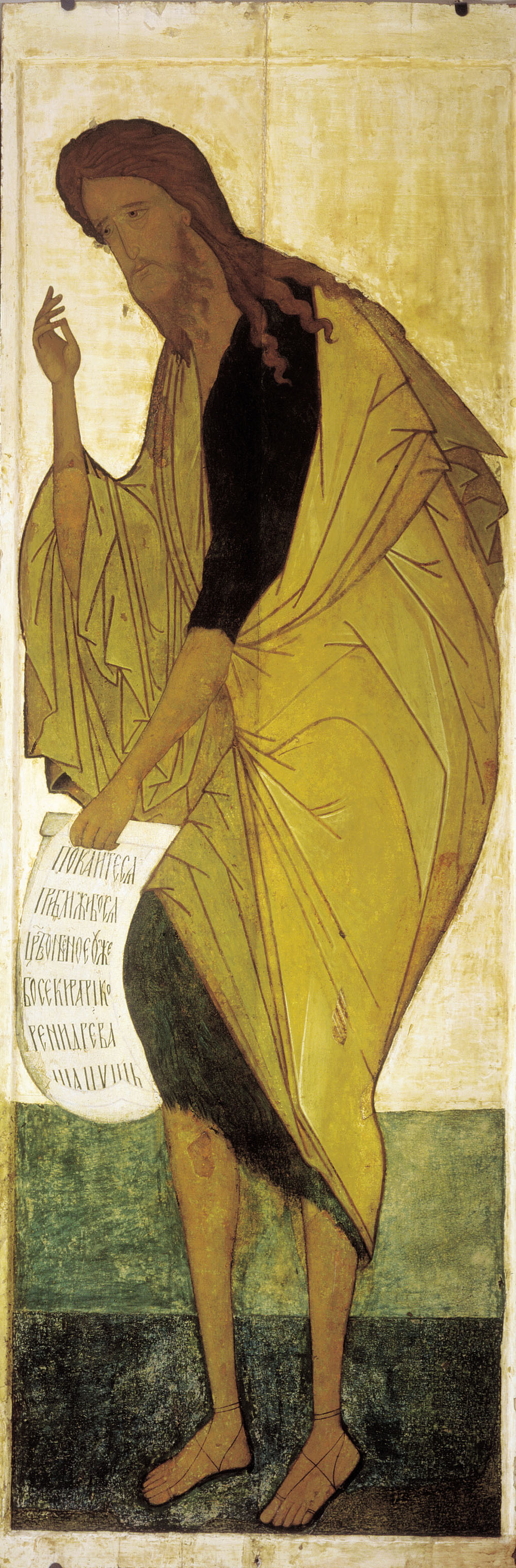
Sf. Ioan Botezătorul, 1408 (Catedrala Adormirea Maicii Domnului, Vladimir)
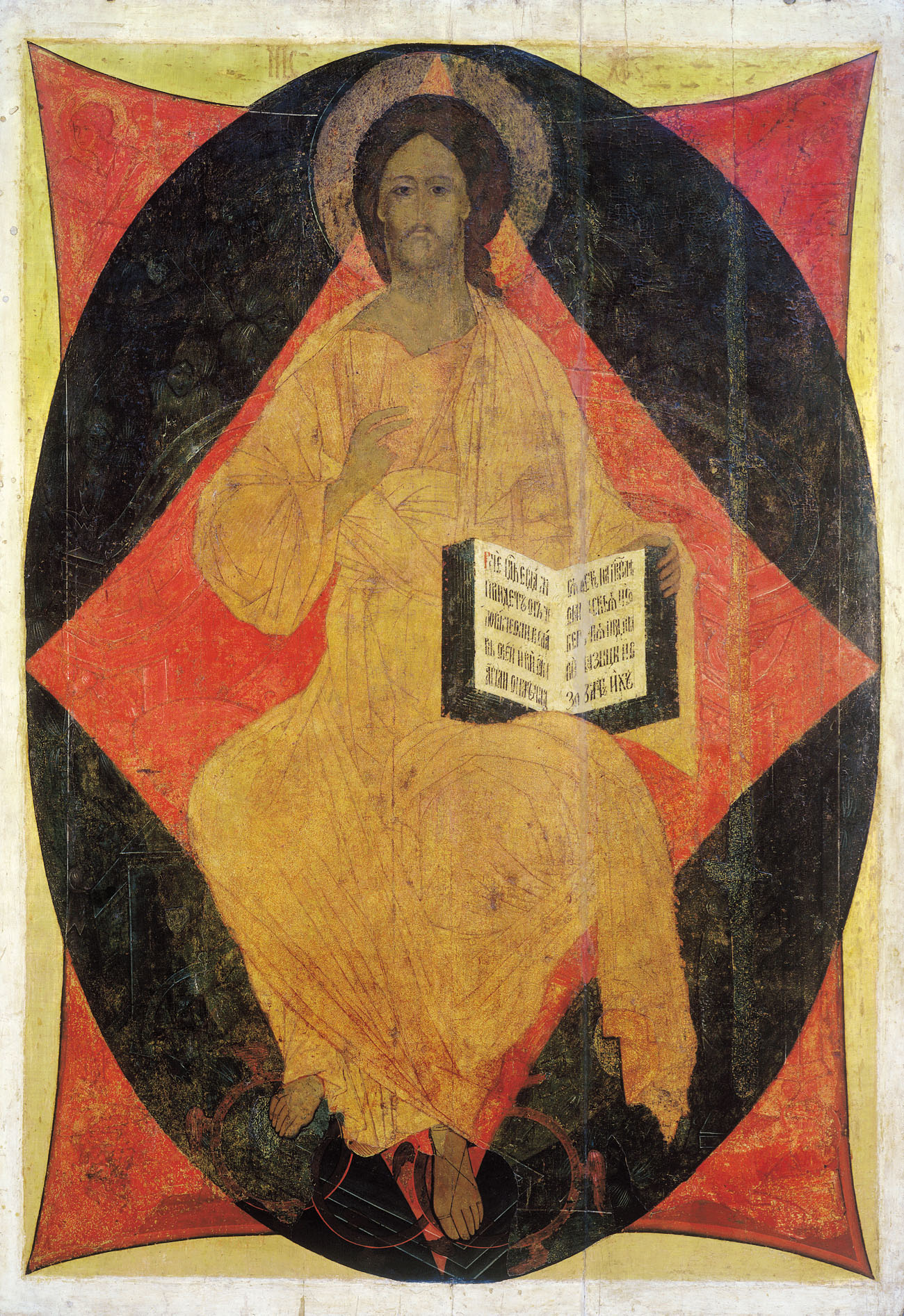
Mântuitorul în Slavă, 1408 (Catedrala Adormirea Maicii Domnului, Vladimir)
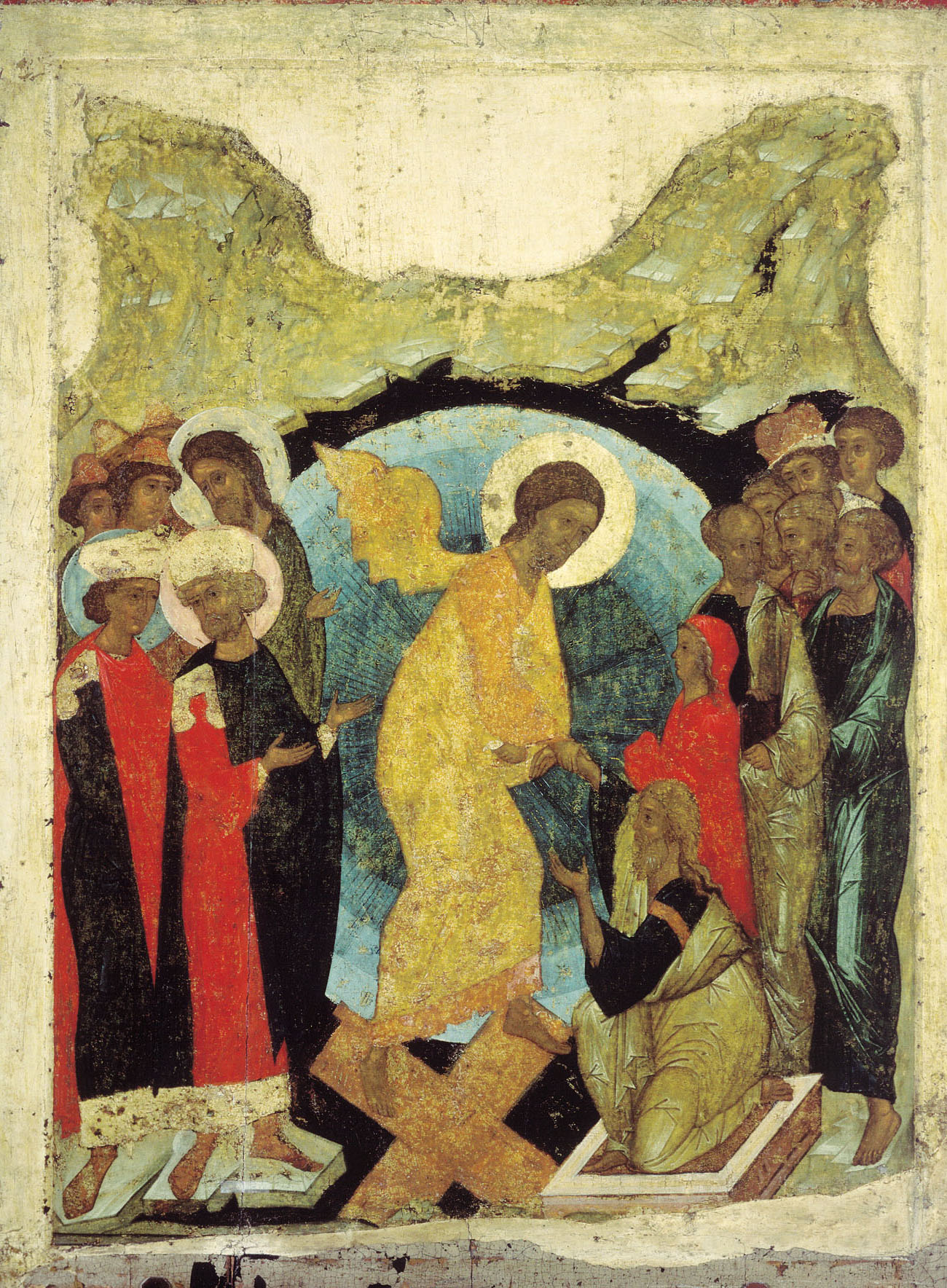
Coborârea lui Hristos în iad, 1408-1410 (Vladimir)
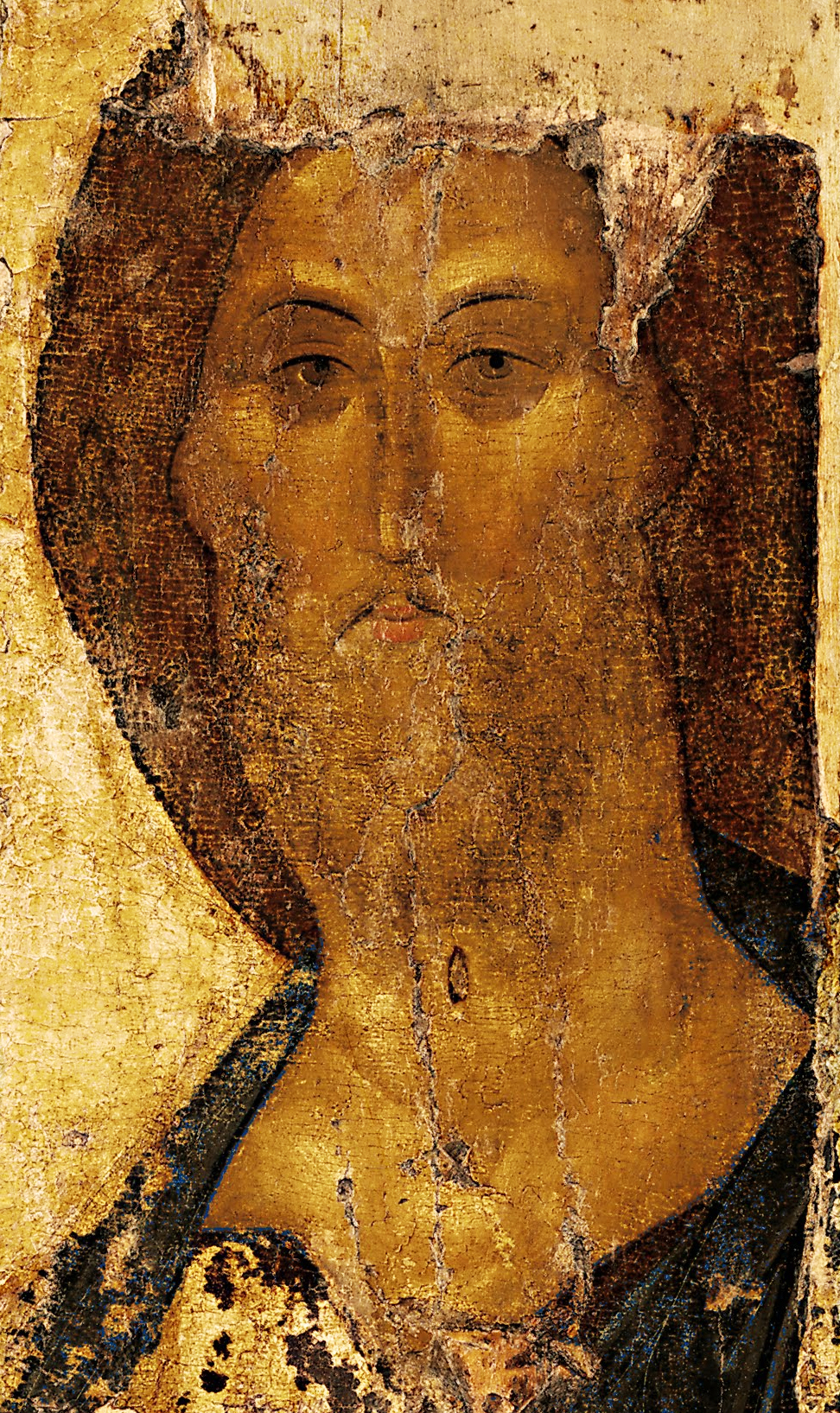
Hristos Mântuitorul ca. 1410 (Galeria Tretiakov, Moscova)
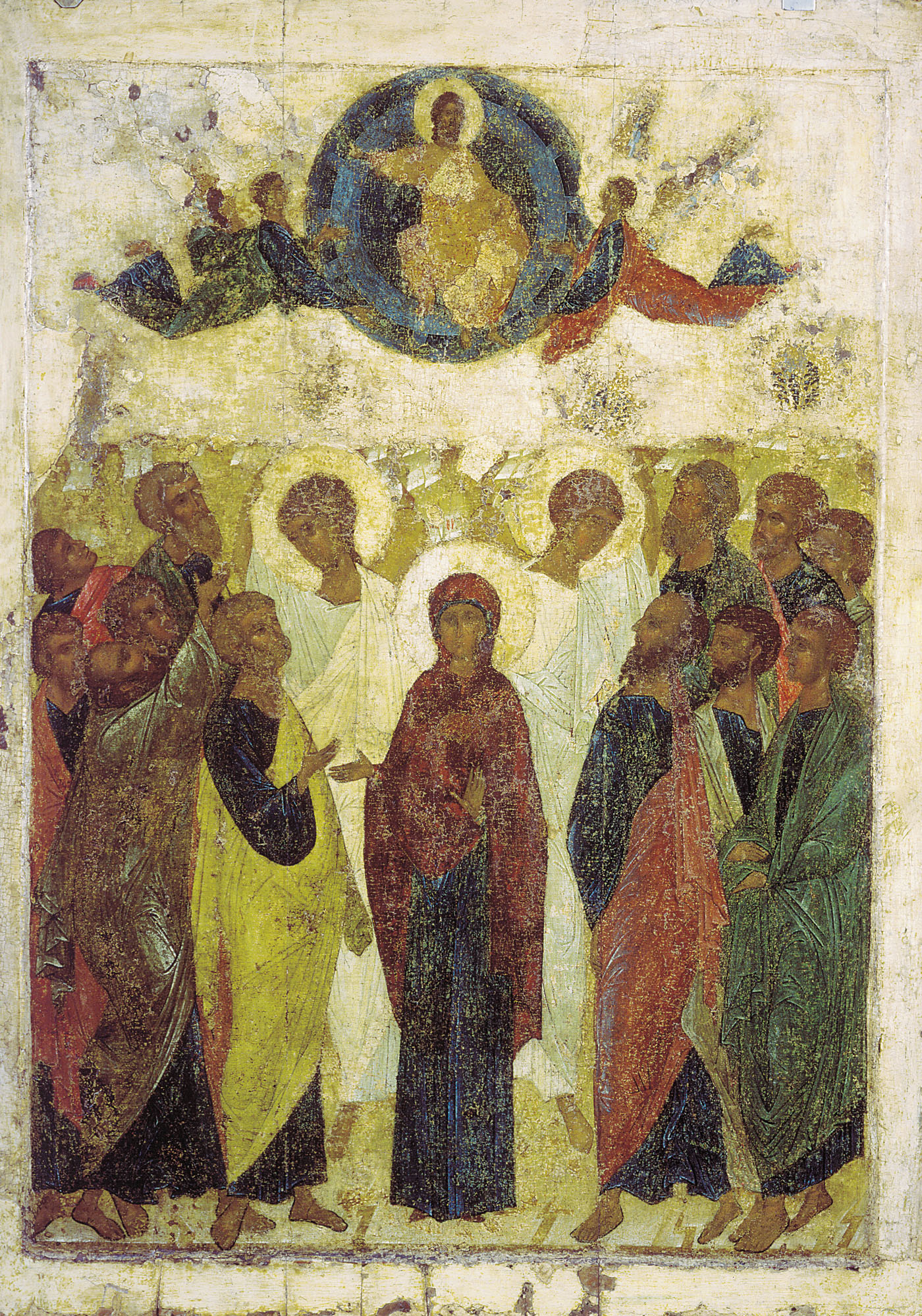
Înălțarea, 1408 (Galeria Tretiakov, Moscova)
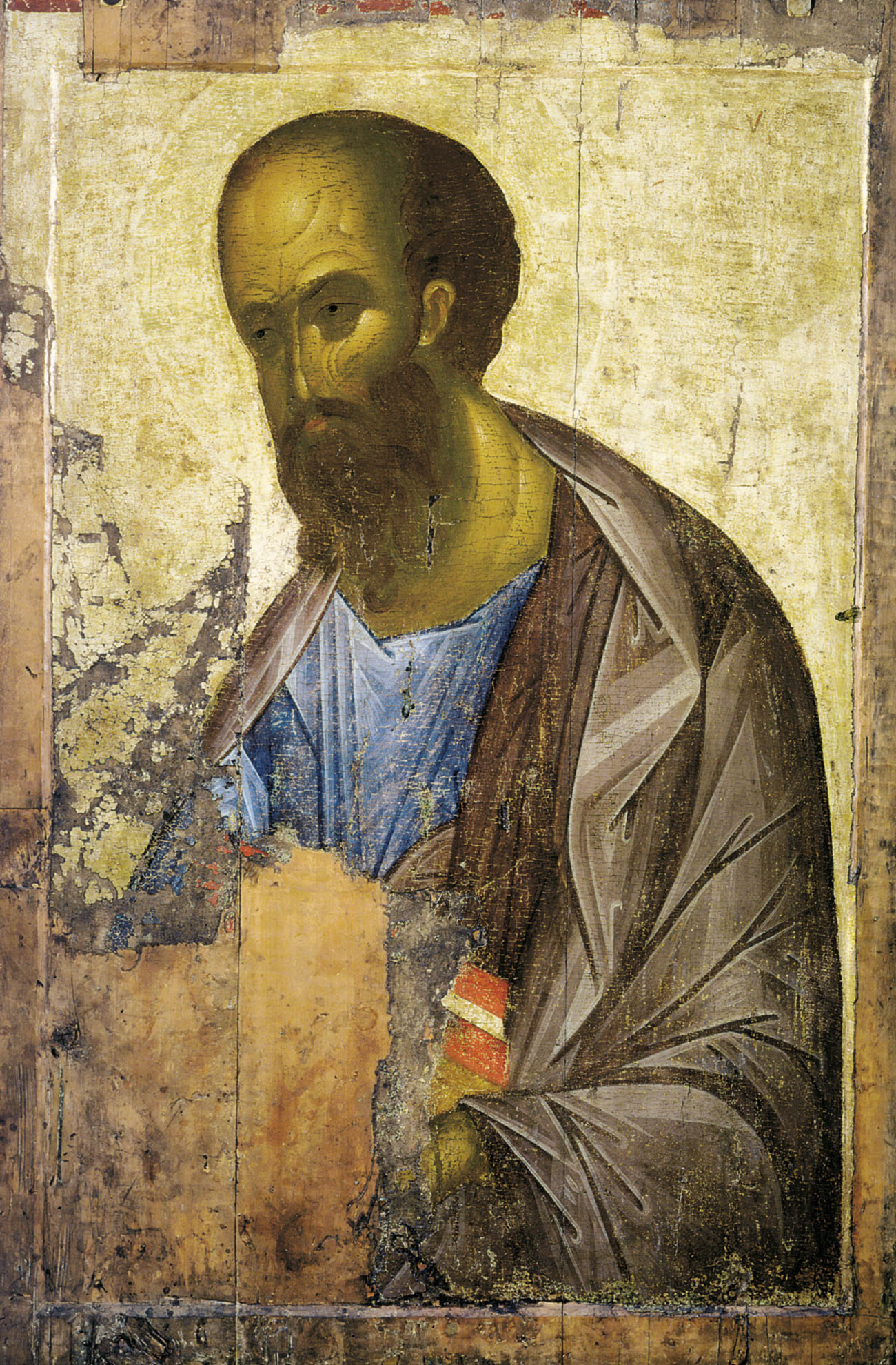
Pavel (apostol), 1410 (Galeria Tretiakov, Moscova)